# Пулакис, Теодор
Теодор Пулакис (греч. Θεόδωρος Πουλάκης, 1622—1692) — греческий художник эпохи Возрождения. Родился на Крите и переехал в Венецию, где создал большую часть своих работ. Был членом критской школы и современником критского художника Венеции Эммануила Цанеса.

## Галерея

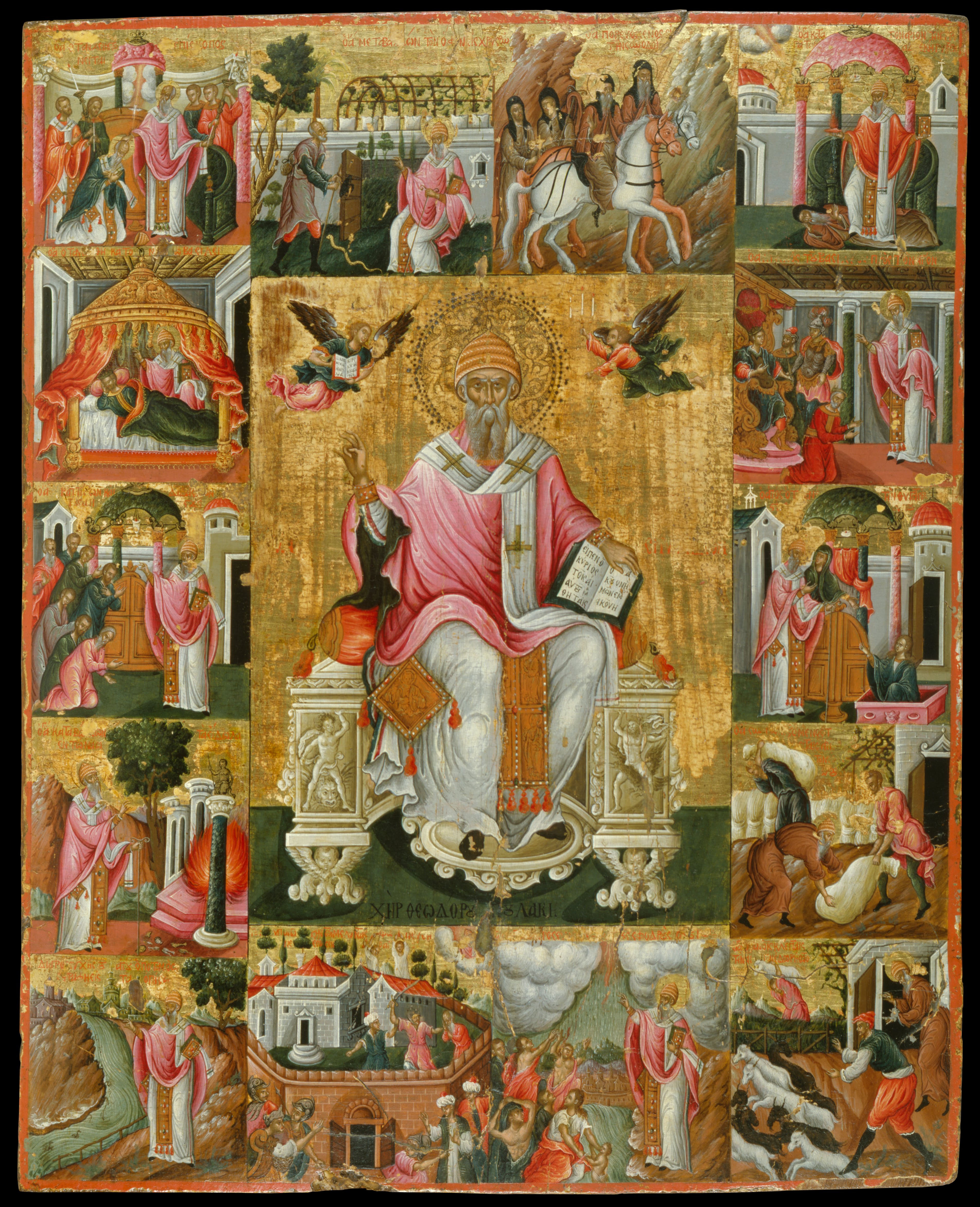
Св.Спиридон и сцены из его жизни
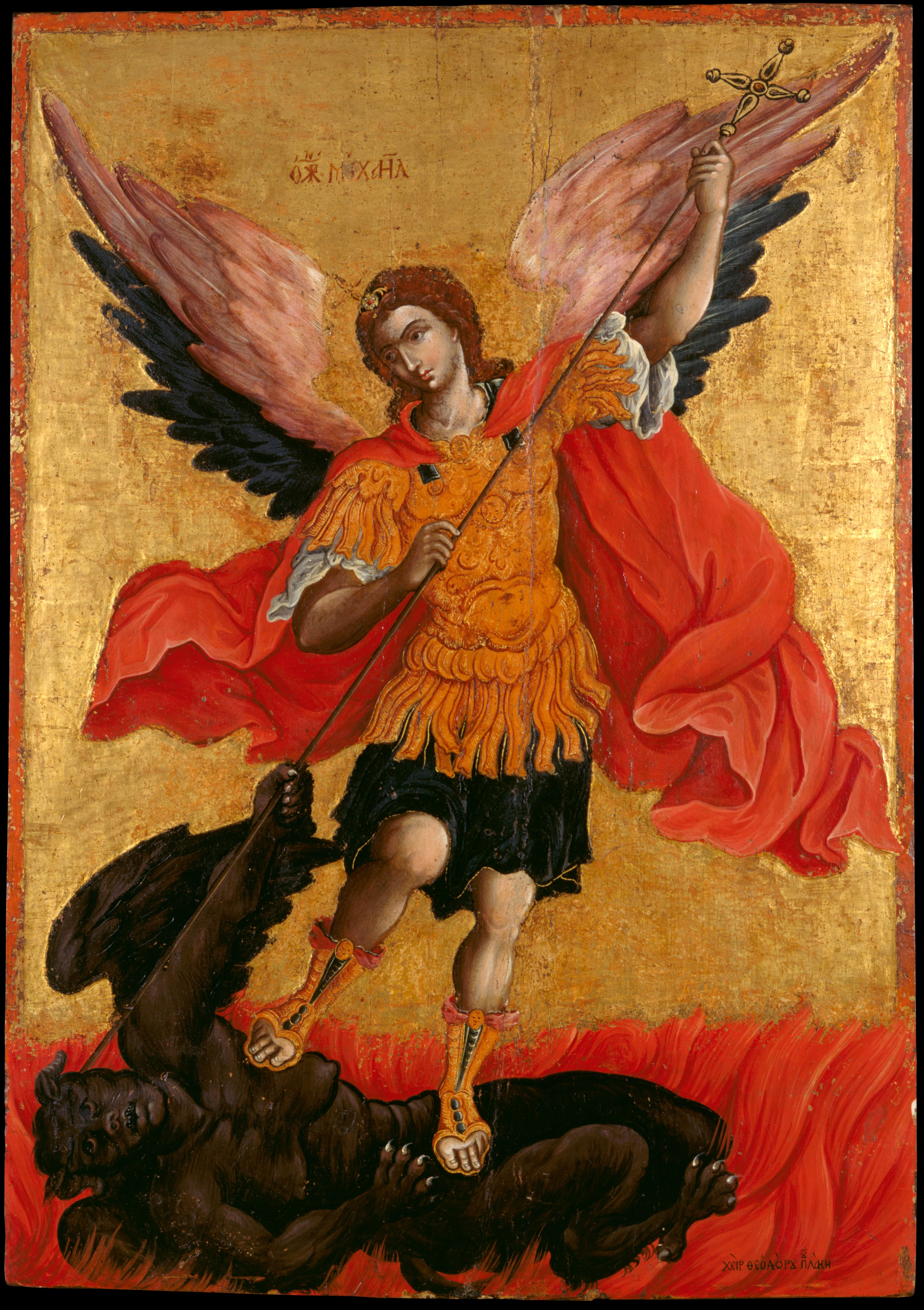
Архангел Михаил
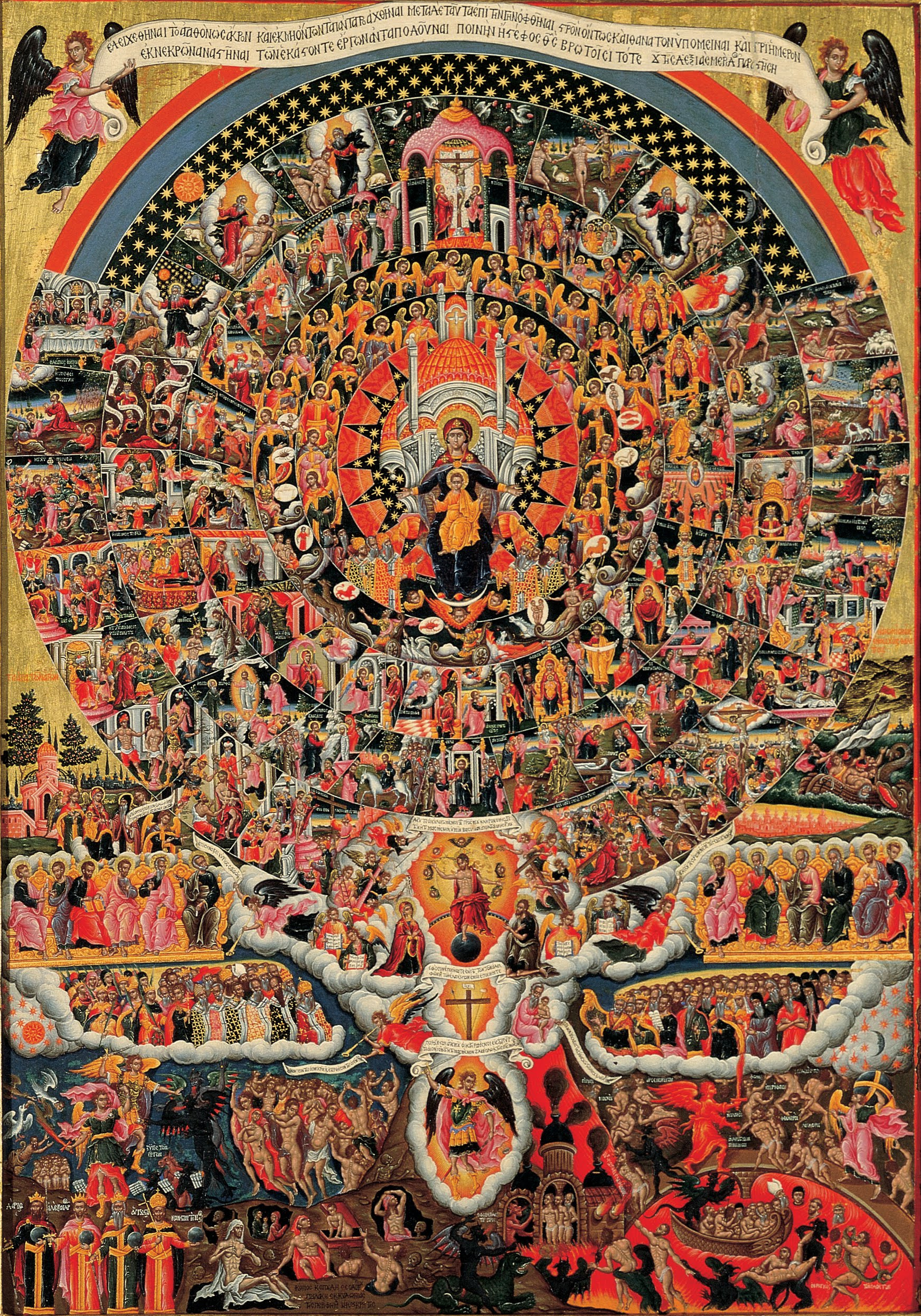
Гимн Богородице